# Lâu đài Alnwick
Lâu đài Alnwick (/ˈæn[invalid input: 'ɪ-']k/ ⓘ; tiếng Anh: Alnwick Castle) là một lâu đài và khu nhà thôn quê ở thị xã cùng tên ở hạt Northumberland của Anh. Lâu đài là nơi ở của công tước của Northumberland, được xây dựng sau chiếm đóng của người Norman, và đã được trùng tu và sửa đổi một số lần. Nó là tòa nhà hạng I theo phân loại của Anh.
Lâu đài Alnwick canh gác một con đường chạy qua sông Aln. Yves de Vescy, Baron of Alnwick, erected the first parts of the castle in about 1096. Nó đã được xây để bảo vệ biên giới phía bắc Anh khỏi sự xâm chiếm của Scotland và những kẻ cướp biên giới. Lâu đài đã được đề cập lần đầu năm 1136 khi nó bị chiếm bởi vua David I của Scotland. Tại thời điểm này nó được mô tả là "rất mạnh". Nó bị bao vây năm 1172 và một lần nữa vào năm 1174 bởi William Sư tử, vua của Scotland và William đã bị bắt bên ngoài tường thành trong trận Alnwick. Eustace de Vesci, chúa của Alnwick, đã bị buộc tội đồng phạm cùng Robert Fitzwalter mưu phản chống lại vua John năm 1212. Đáp lại, John đã ra lệnh phá hủy lâu đài Alnwick và lâu đài Baynard (lâu đài sau là cứ điểm của Fitzwalter), tuy nhiên những chỉ thị của ông không được thi hành ở Alnwick.